# Kreuzstockfenster

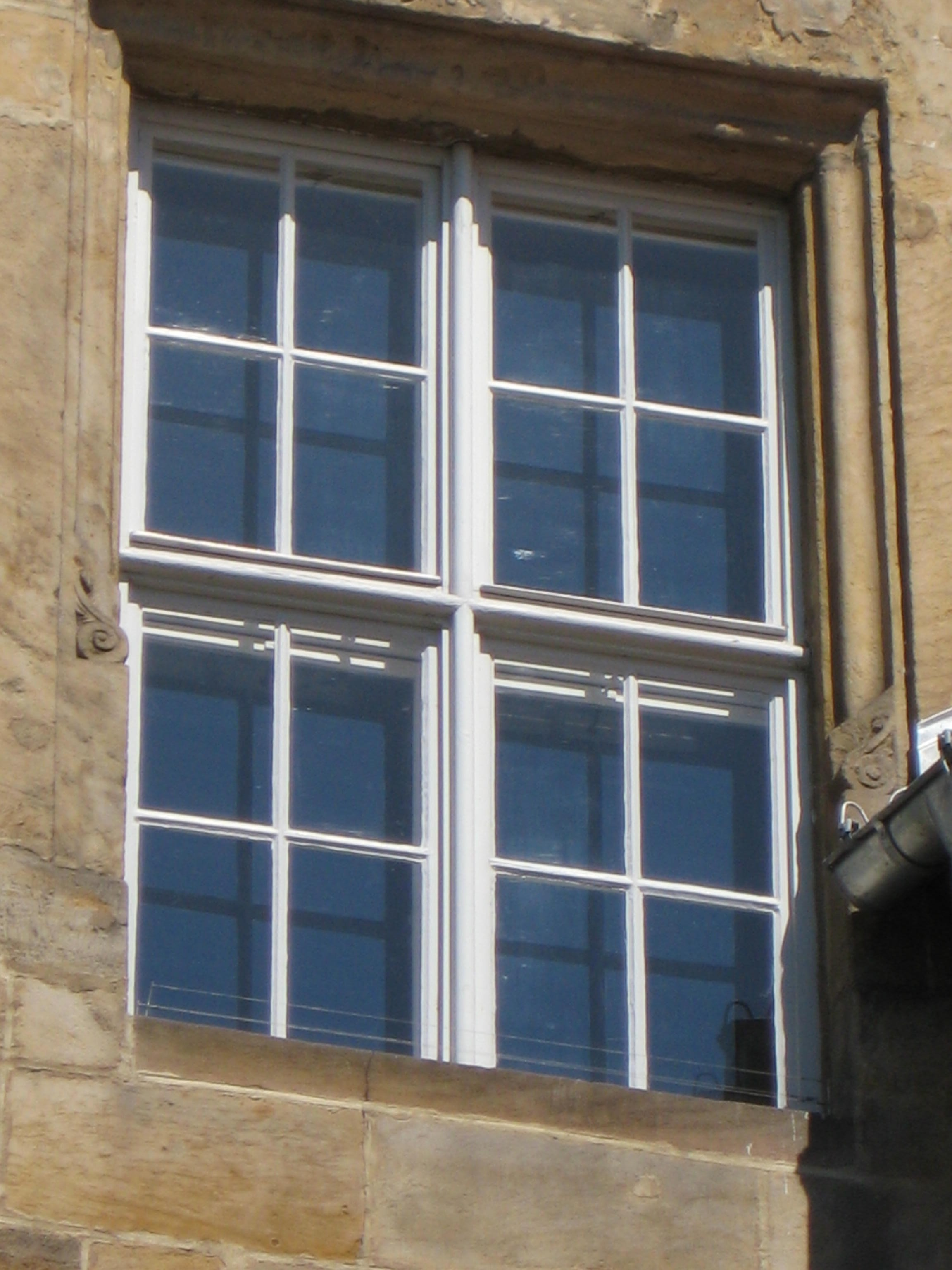
Kreuzstockfenster (Bamberg)

Ein Kreuzstockfenster ist im historischen Bauwesen ein Fenster mit einer aus senkrechtem Setzholz und horizontalem Querholz (Kämpfer) gebildeten kreuzförmigen Teilung.

## Beschreibung, Geschichte
Charakteristisch ist die Aufteilung der rechteckigen Fensterfläche in konstruktiv getrennte Einzelfenster (und unterscheidet sich dadurch vom Stulpfenster). Der Kreuzstock bzw. das Fensterkreuz kann aus Stein oder aus Holz gebildet sein. Sie waren im Mittelalter aus Stein gebildet (Steinkreuzfenster); erst seit der Architektur der Renaissance und des Barock entwickelte sich auch das hölzerne Kreuzstockfenster, wobei das Fensterkreuz dann in der Regel konstruktiv mit dem Brendrahmen verbunden ist.

Bei mittig angeordnetem Querholz ergeben sich vier gleich große Einzelfenster (Mittelkreuzstockfenster). Beim Doppelkreuzstockfenster wird das Setzholz von zwei Querhölzern gekreuzt, so dass das Fenster in sechs Teilöffnungen gegliedert ist.
Das spätgotische Kreuzstockfenster (‚Steinkreuzfenster‘) ist seit dem 14. Jahrhundert bekannt und ersetzte an Wohnbauten die früher üblichen romanischen oder gotischen Bogenfenster, die seitdem nahezu ausschließlich Sakralbauten vorbehalten blieben. Die beiden oberen Fenster waren meist etwas kleiner, als die unteren und konnten separat geöffnet werden. Letzteres gilt in ähnlicher Weise für ein Querstockfenster, welches statt des Kreuzes lediglich einen trennenden horizontalen Riegel (Kämpfer) besitzt.

Beispiele
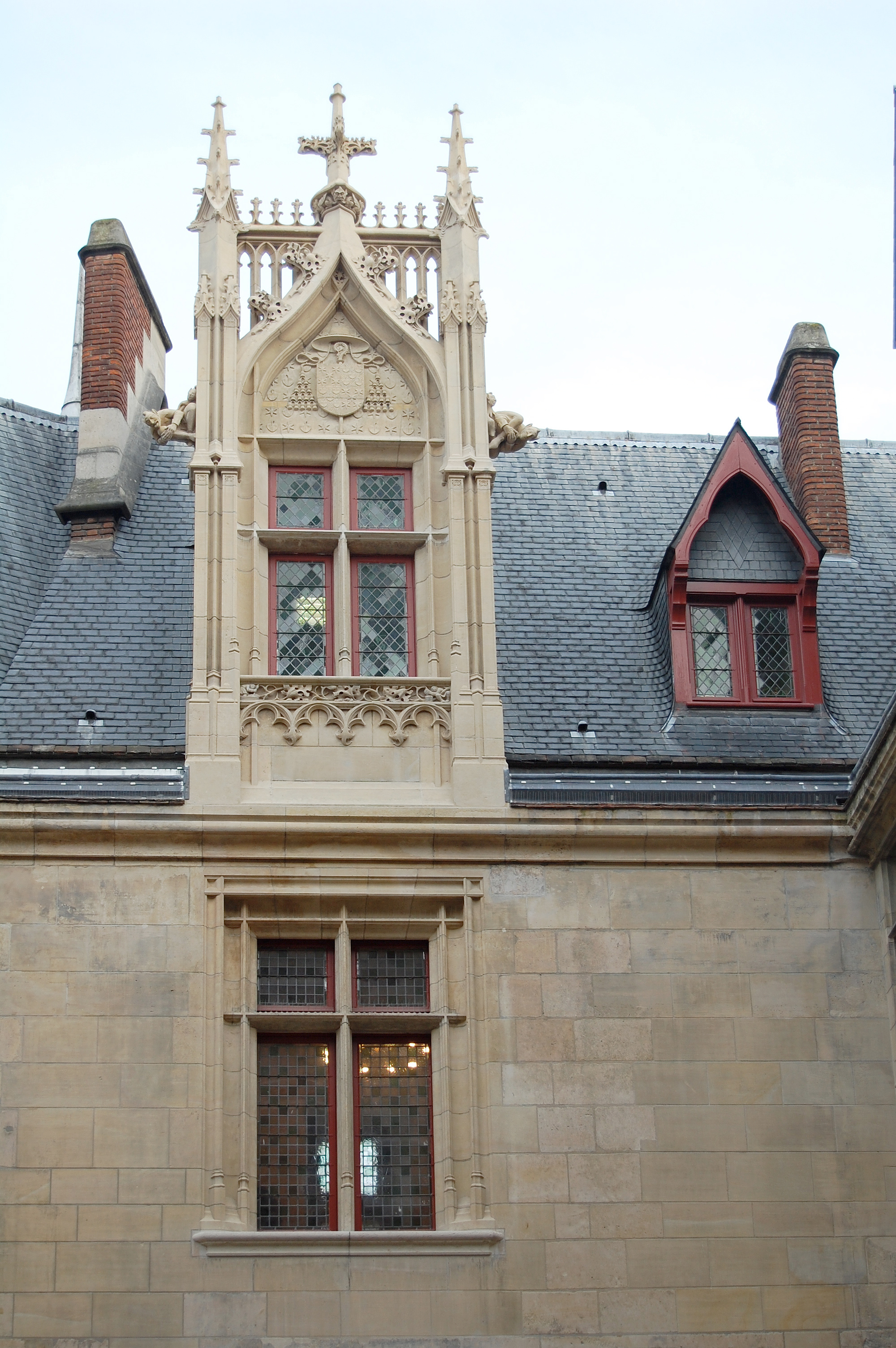
Steinerne Kreuzstockfenster (Hotel de Sens, Paris)
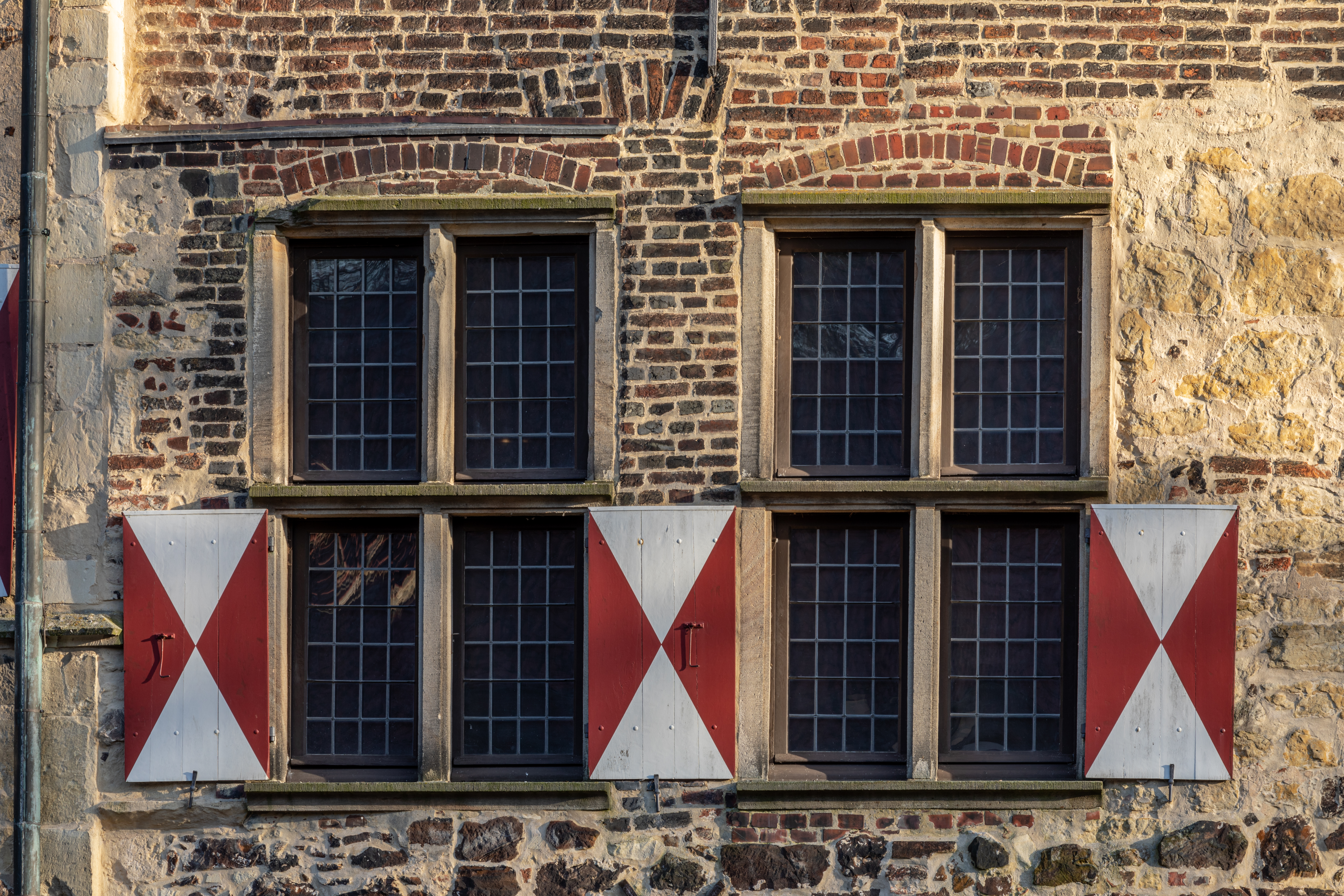
Steinerne Kreuzstockfenster (Burg Vischering, Lüdinghausen)
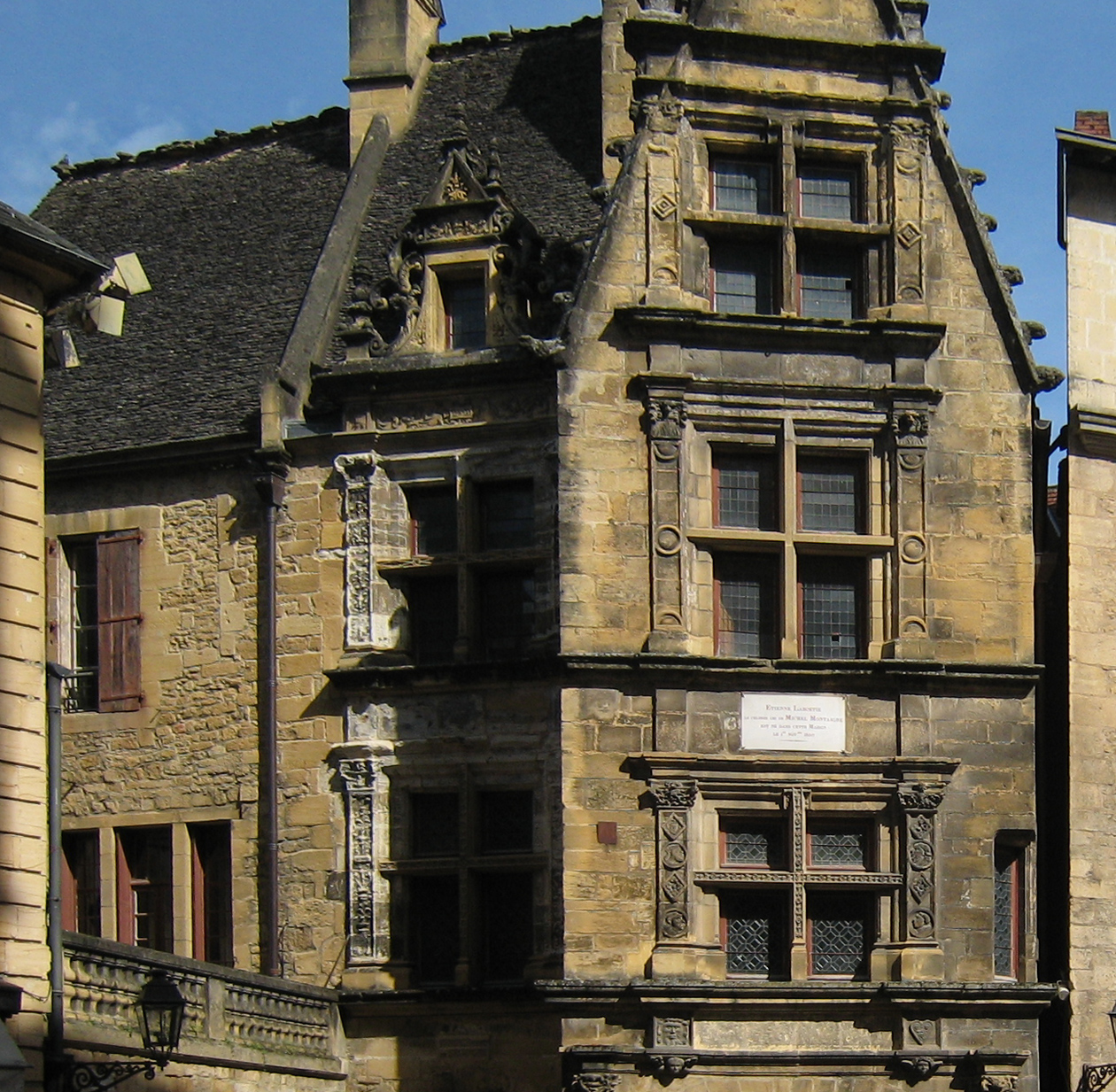
Steinerne Kreuzstockfenster (Maison de La Boétie, Sarlat-La-Canéda)
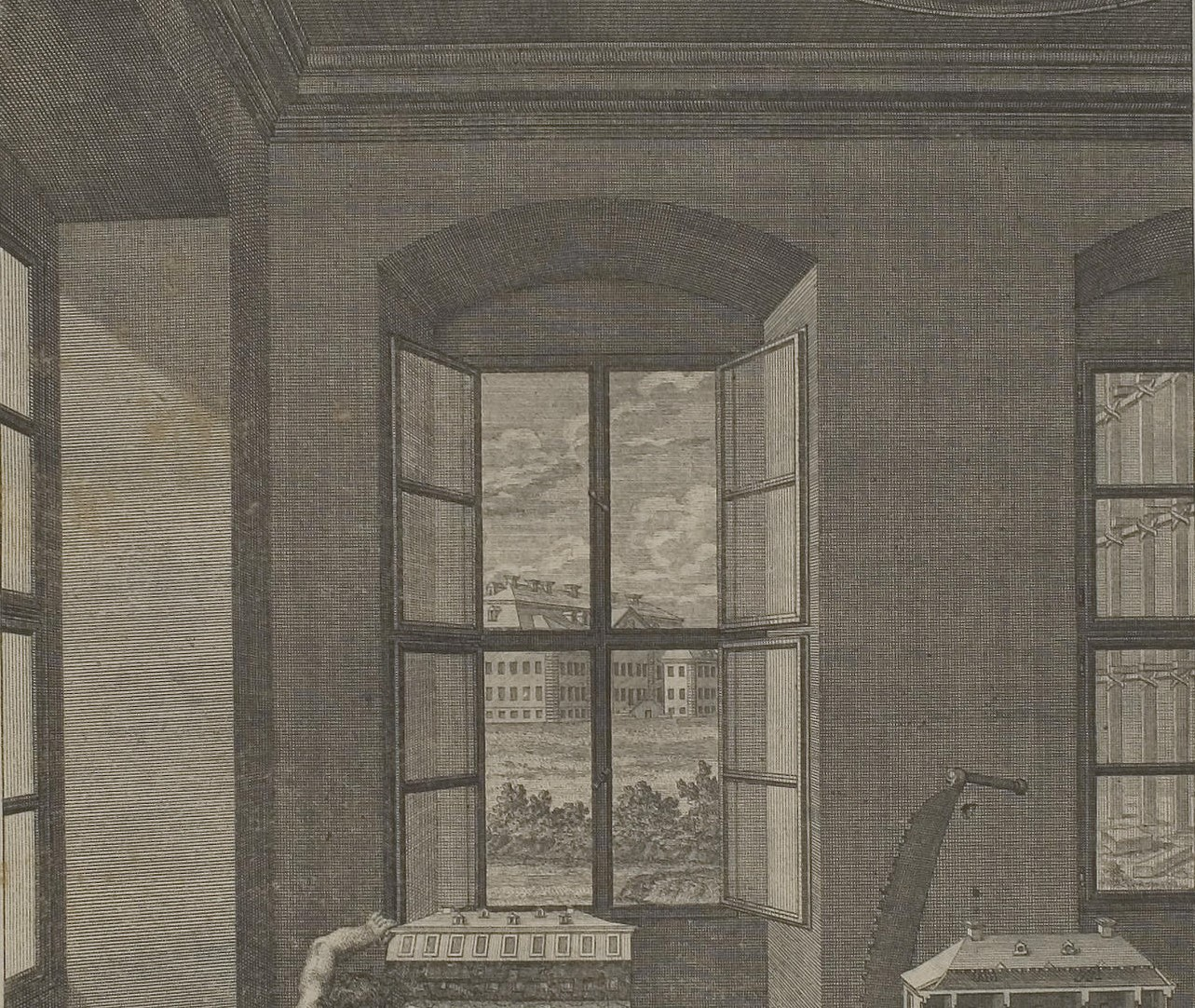
Geöffnetes barockes Kreuzstockfenster (Frontispiz in einem Lehrbuch von Johann Friedrich Penther, 1745[3])
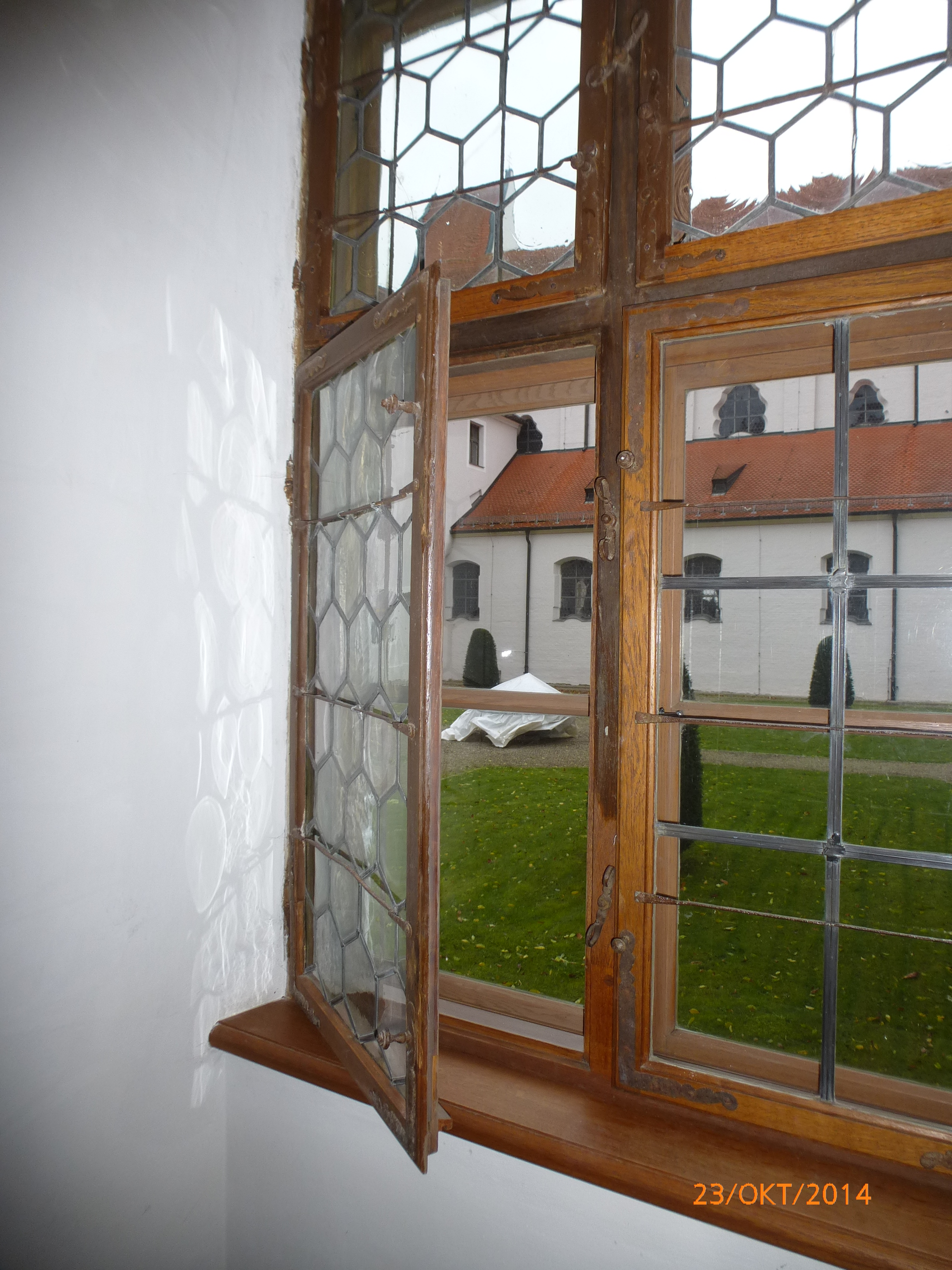
Hölzernes Kreuzstockfenster mit nach innen geöffnetem Flügel (Kloster Thierhaupten)
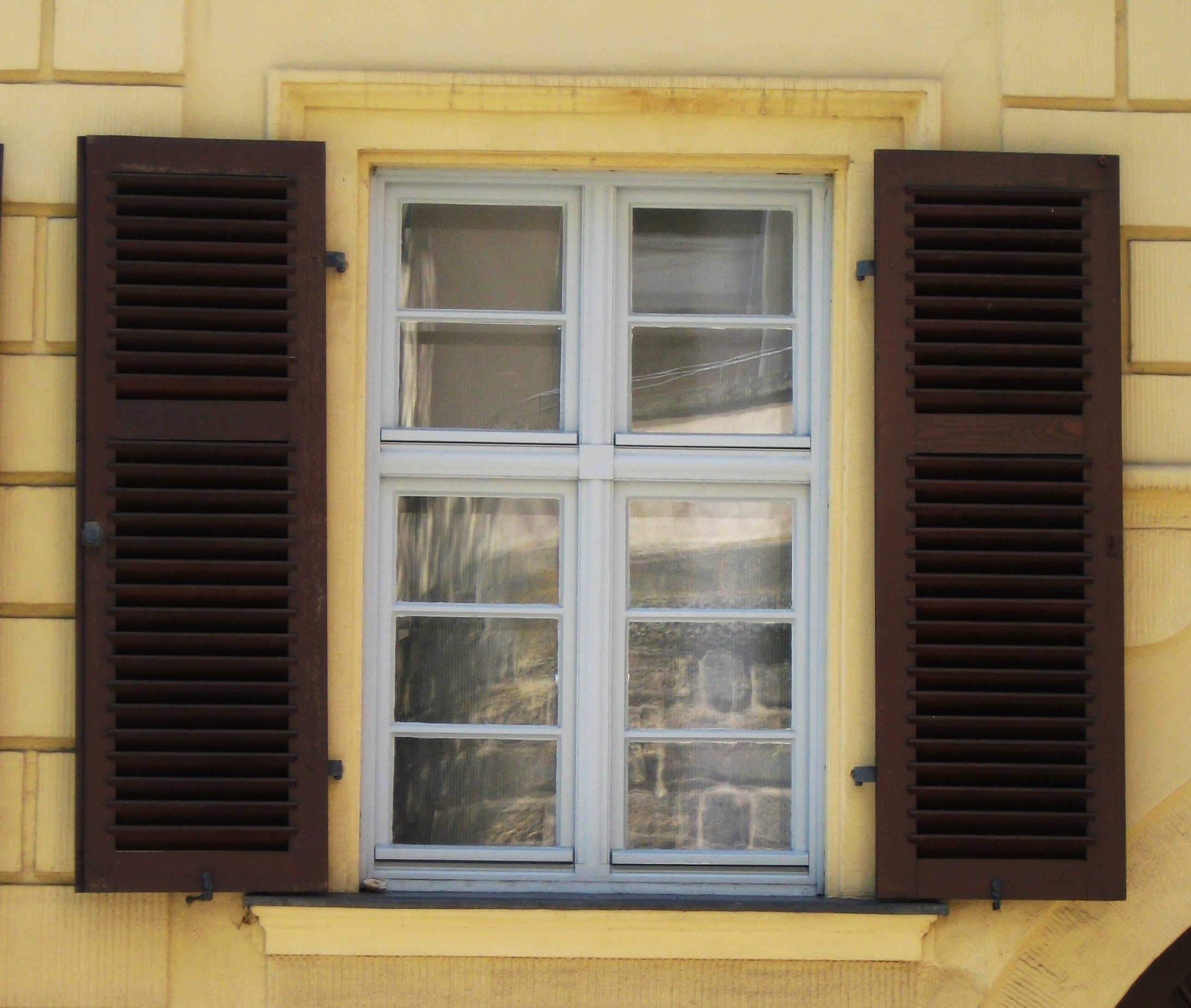
Hölzernes Kreuzstockfenster mit nach innen aufschlagenden Flügeln (Bamberg)
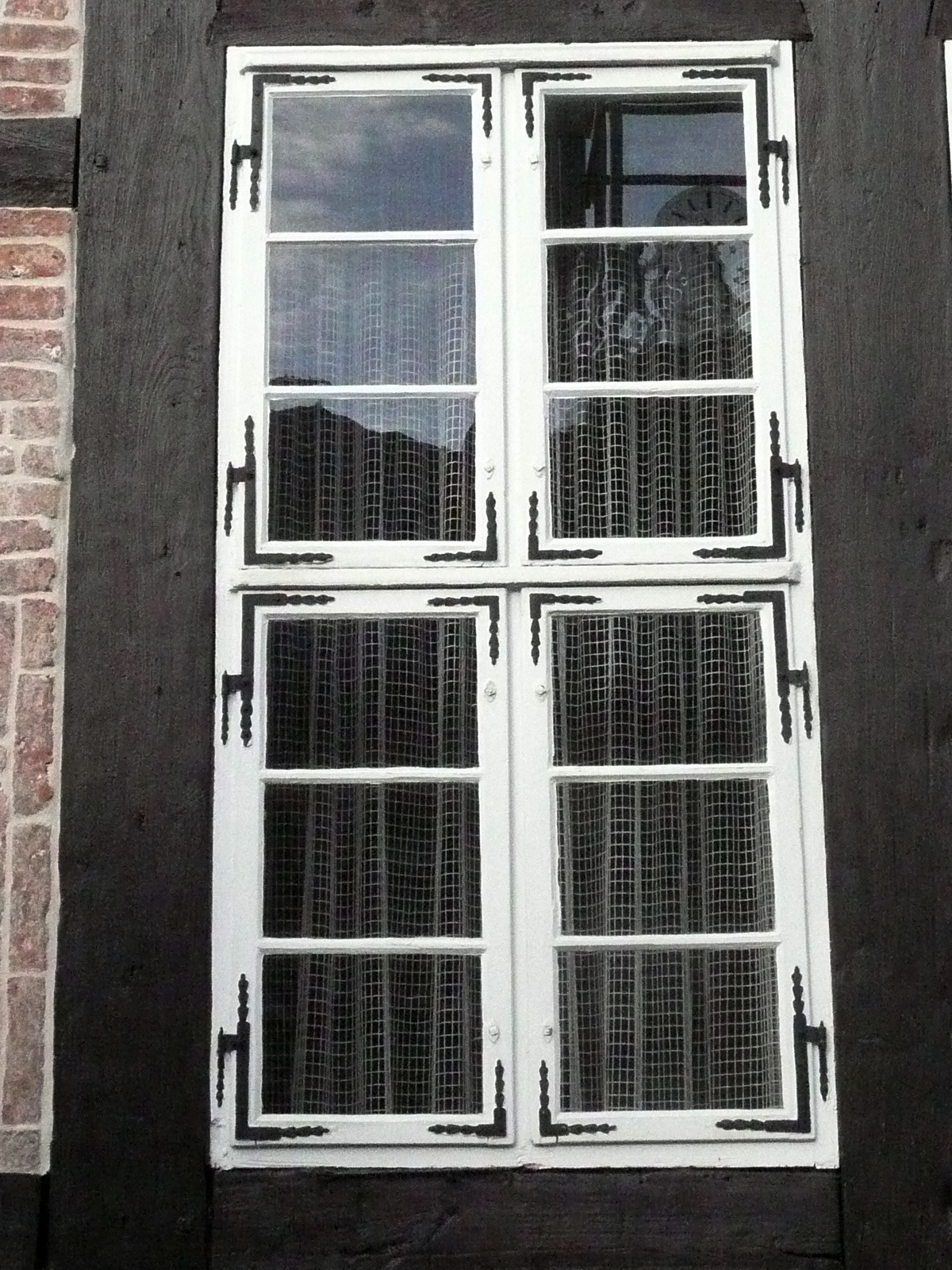
Hölzernes Kreuzstockfenster mit nach außen aufschlagenden Flügeln (Goslar, Rosentorstraße 27)
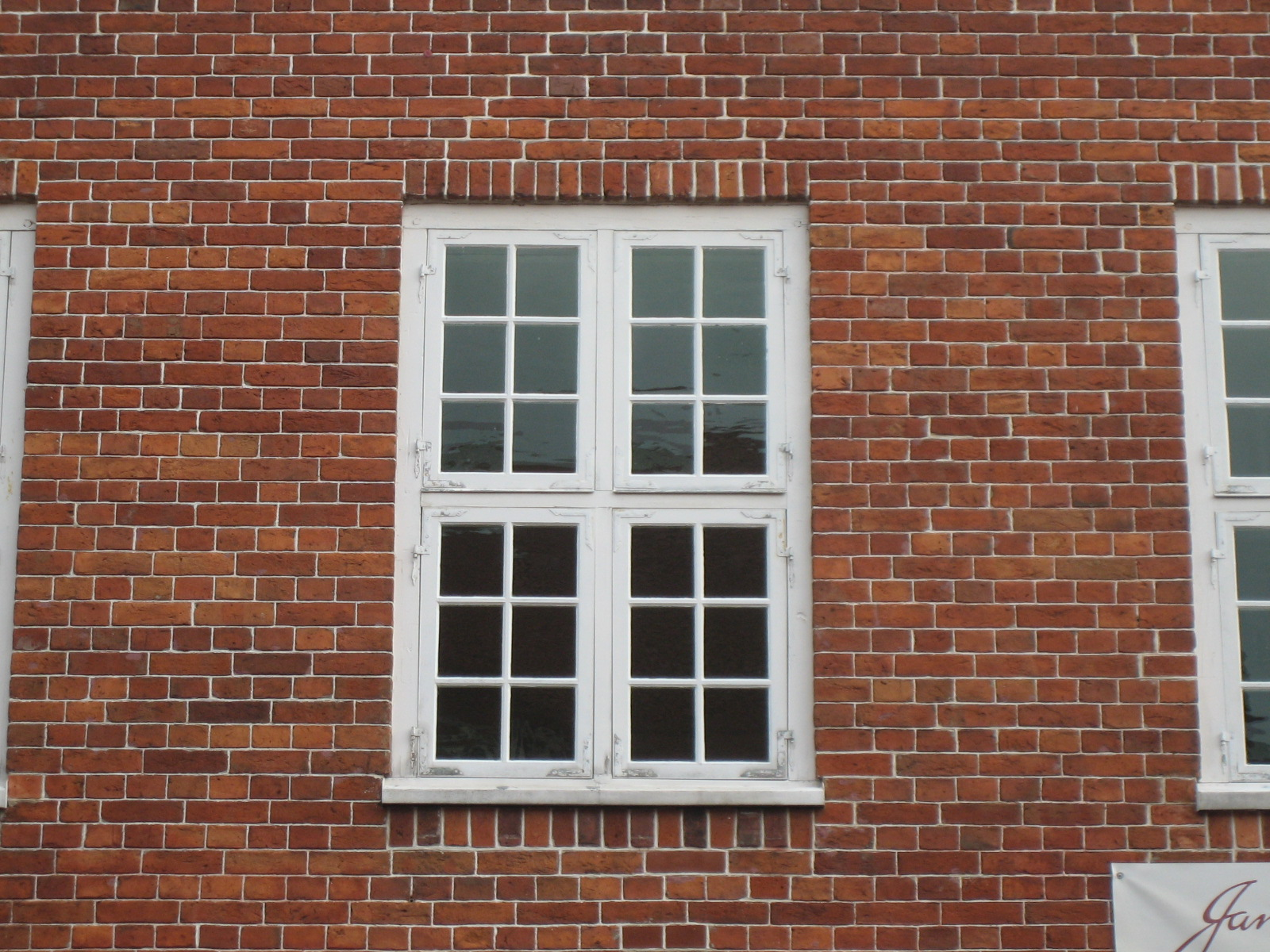
Hölzernes Kreuzstockfenster mit nach außen aufschlagenden Fensterflügeln (Jan Boumann Haus im Holländischen Viertel, Potsdam)
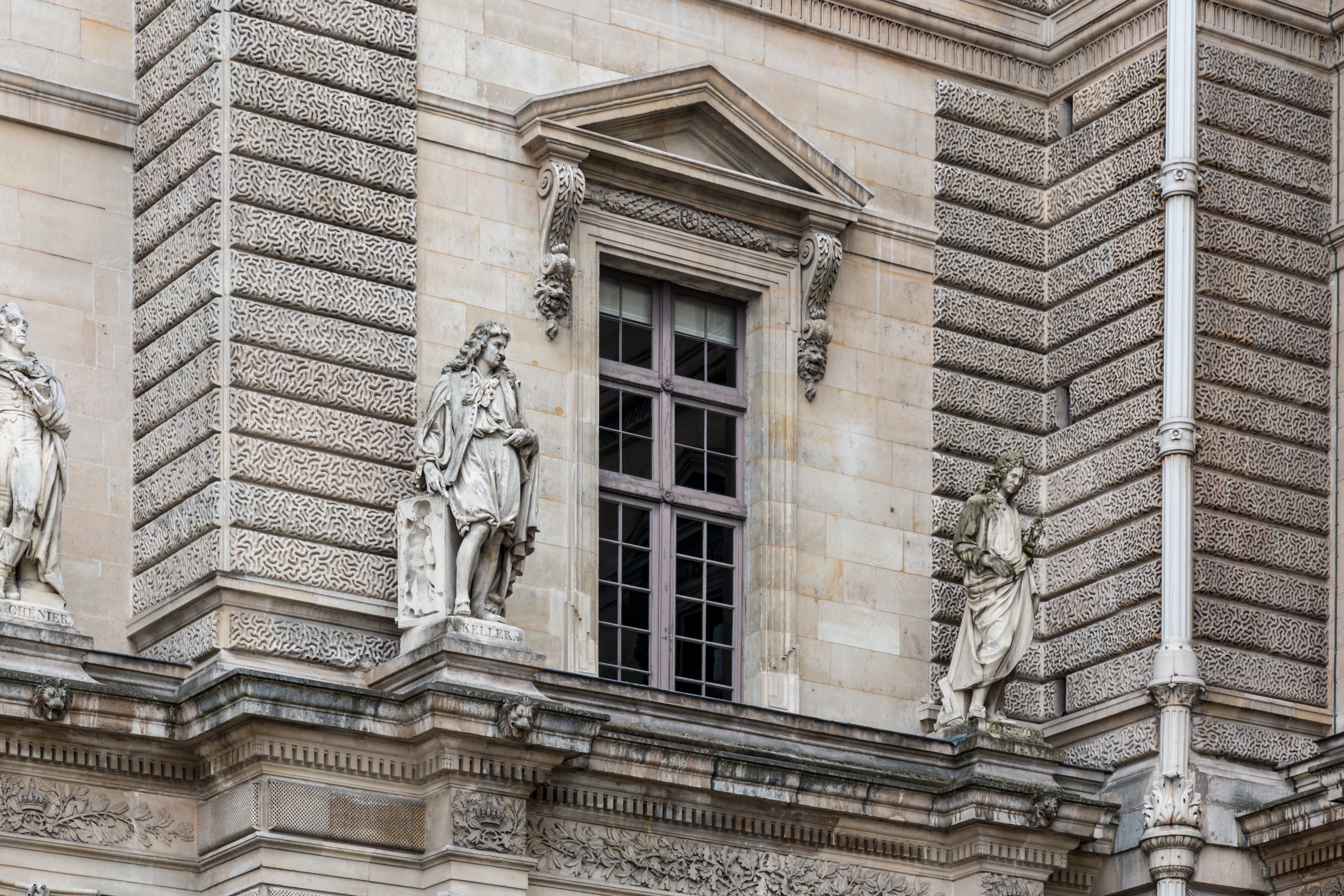
Hölzernes Doppelkreuzstockfenster (Louvre, Paris)
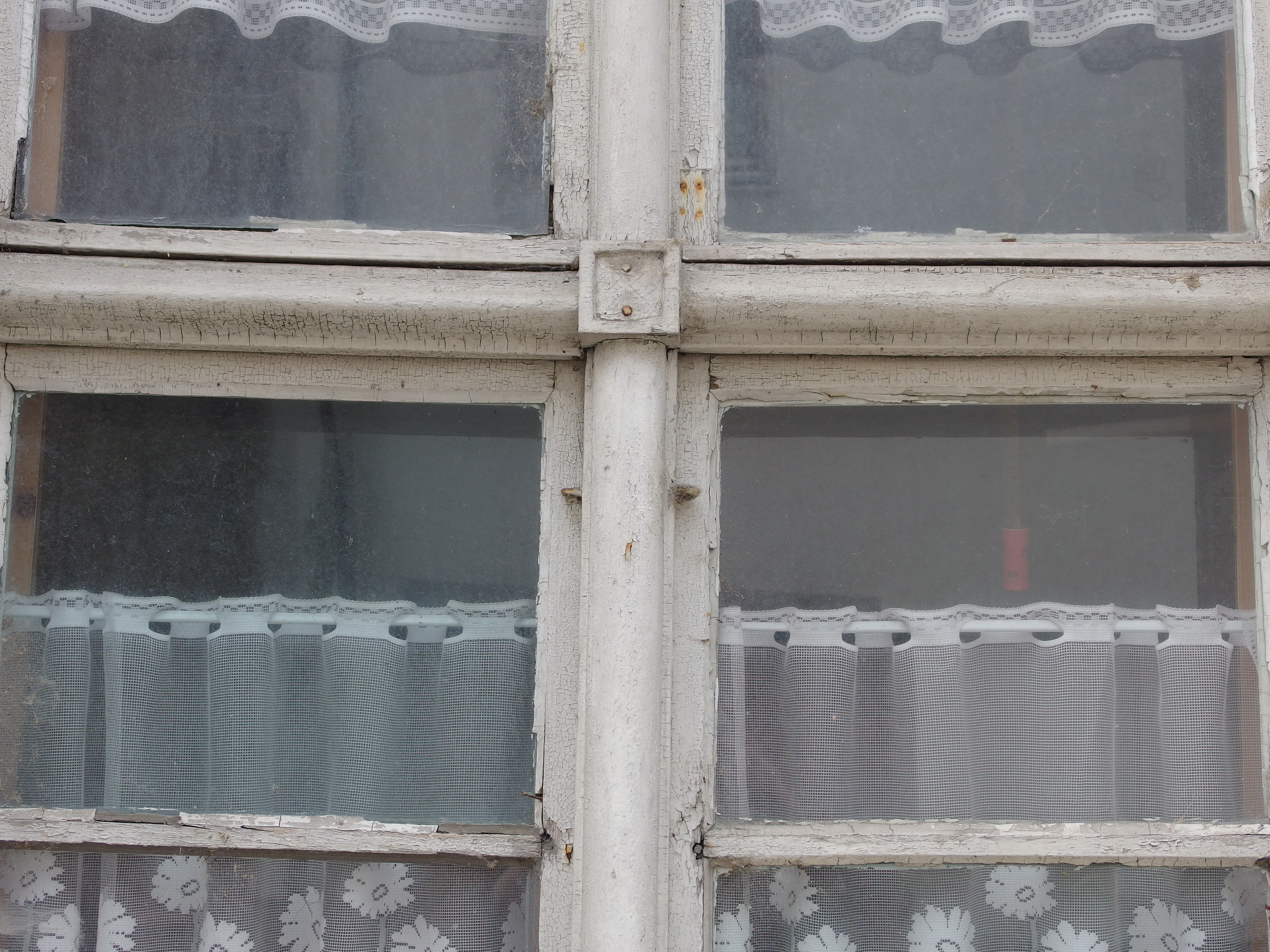
Hölzernes Fensterkreuz (Harburg/Schwaben, Egelseestraße 7)
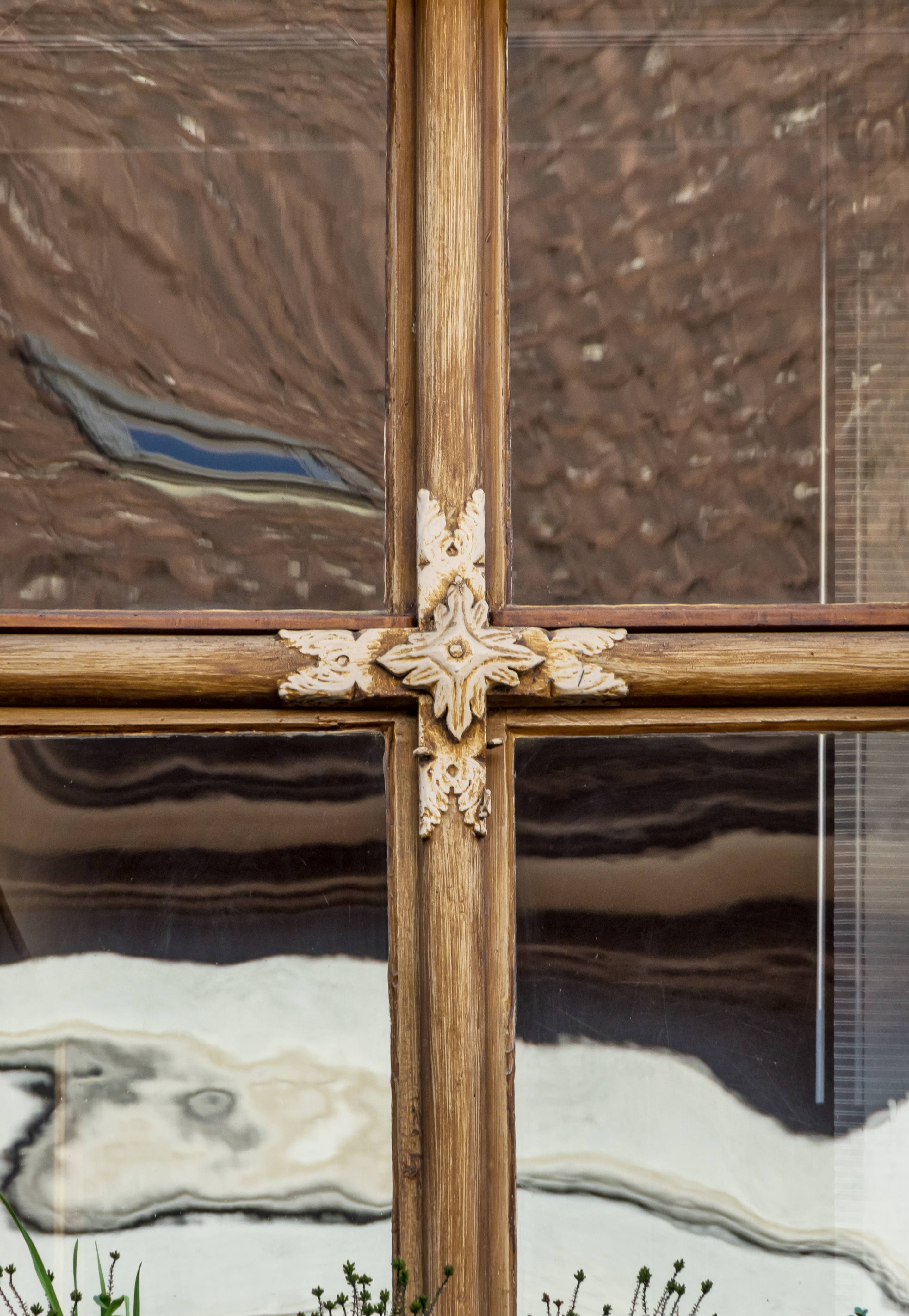
Mit Blechbeschlag verziertes hölzernes Fensterkreuz (Staufen im Breisgau, Hauptstraße 52)